# اینویاشیکی
اینویاشیکی (به ژاپنی: いぬやしき) یک مجموعه مانگای علمی–تخیلی ژاپنی است که توسط هیرویا اوکو نوشته و مصورسازی شده‌است. این سری به تعداد ۱۰ جلد از ژانویه ۲۰۱۴ تا ژوئیه ۲۰۱۷، توسط انتشارات کودانشا در مجله ایونینگ انتشار یافت. بر پایه نسخه مانگا، یک مجموعه تلویزیونی انیمه ۱۱ قسمتی توسط استودیو ماپا دستمایه اقتباس قرار گرفت که از اکتبر تا دسامبر ۲۰۱۷ از شبکهٔ فوجی تلویژن پخش شد. یک فیلم سینمایی لایو اکشن نیز به همین نام، در ۲۰ آوریل ۲۰۱۸ در ژاپن منتشر شد.

## داستان
ایچیرو اینویاشیکی مردی تنها دارای خانواده‌ای بی‌توجه بود، و دیگر شانس خود را در زندگی از دست داده بود. او سالخورده‌تر از سنش به نظر می‌رسید، در حالی که تنها ۵۸ سال سن داشت، و اغلب افراد او را به عنوان پیر مردی رقت‌انگیز می‌شناختند و با وجود تمام کارهایی که برای حمایت از خانواده‌اش انجام می‌داد، همیشه توسط آن‌ها نادیده گرفته می‌شد. در کنار تمام این مشکلات، دکترش به او اعلام کرد که دچار سرطان است و به نظر می‌رسد زمان زیادی برای زندگی در این دنیا ندارد. در یک شب سرنوشت ساز، نوری خیره کننده با منشأ فرازمینی به زمین و دقیقاً مکانی که ایچیرو ایستاده بود، برخورد کرد. بدن ایچیرو با یک بدن مکانیکی و فوق‌العاده قدرتمند جایگزین شد، که هنوز از خارج شبیه به انسان بود.